# Horst Söhnlein
Horst Söhnlein (Turíngia, 13 d'octubre de 1943) és un activista polític alemany, actiu al moviment revolucionari d'Alemanya Occidental dels anys 1960 de l'Oposició Extraparlamentària. Va ser un dels quatre responsables de l'incendi dels magatzems de Frankfurt del Main de 1968.

## Trajectòria
Söhlein va néixer a l'estat alemany de Turíngia l'any 1942, 1943, o més concretament el 13 d'octubre de 1943, quan formava part de la República Democràtica d'Alemanya.
La nit del 2 al 3 d'abril de 1968 es va originar tres incendis als grans magatzems Kaufhof i M. Schneider, situats ambdós a l'avinguda comercial Zeil, de Frankfurt del Main. Els focs van ser obra de Horst Söhnlein, Thorwald Proll, Andreas Baader i Gudrun Ensslin, i es van causar com a forma de protesta contra la Guerra del Vietnam. Tot i que els incendis es van descobrir ràpidament i es van poder extingir a temps, van causar danys materials considerables en botigues d'articles i joguines esportives. Aquella mateixa nit, la policia criminal de Frankfurt va constatar que els focs van ser premeditats després de descobrir ampolles de plàstic i despertadors de viatge —a mode d'artefacte incendiari i detonador— suficientment intactes al vestuari, a l'armari cremat i en un dels departaments del gran magatzem Kaufhof. El 3 d'abril, els grans magatzems afectats van anunciar una gran recompensa per qualsevol informació que pogués conduir a la identificació dels culpables, que va resultar ser un èxit. A l'endemà, 4 d'abril, la policia criminal de Frankfurt va rebre informació confidencial que va conduir a la detenció dels quatre, els quals van ser acusats de comissió d'incendi i posar en perill la vida dels vigilants. Durant el judici van ser assistits pels lletrats berlinesos —Otto Schily (nascut el 1932) per a Ensslin, Horst Mahler (nascut el 1936) per a Baader, i Klaus Eschen (nascut el 1939) per a Proll i Söhnlein—, tots ells significats en la defensa de causes de l'Oposició Extraparlamentària. El 29 d'octubre de 1968, el primer fiscal de Frankfurt, Walter Griebel, va exigir un total de sis anys de presó per a cadascun d'ells. No obstant, la sentència dictada el 31 d'octubre pel jutge en cap del tribunal regional, Gerhard Zoebe, va reduir la petició de presó a la meitat, fet que els suposava tres anys de presó.
Al juny de 1969 van ser posats, temporalment, en llibertat condicional gràcies a una amnistia per a presos polítics, però el 12 de novembre d'aquell mateix any, el Tribunal Federal Constitucional alemany (Bundesverfassungsgericht) va ordenar que tornessin a ingressar a presó. Söhnlein va complir amb l'ordre però els altres tres van passar a la clandestinitat i es van traslladar a França, on van romandre un temps a casa del periodista revolucionari francès Régis Debray.
Els quatre acusats van ser enjudiciats per incendi i fer perillar la vida humana sent sentenciats a tres anys a la presó. Al juny de 1969 van ser alliberats per una amnistia per a presos polítics, però al novembre d'aquest mateix any, la Cort Federal Constitucional (Bundesverfassungsgericht) va ordenar que tornessin a custòdia, Baader, Ensslin i Proll van escapar cap a París, Horst Söhnlein va complir l'ordre i es va presentar a la presó, marginant-se del grup que posteriorment va a donar forma a la Fracció de l'Exèrcit Roig.
Söhnlein mai més es va vincular a la violència. Es va casar amb l'actriu Ursula Strätz qui va comprar un antic cinema a Frankfurt del Main i ho van convertir en teatre, dedicant-se a les Arts.